# Güneyli (Cəlilabad)
Güneyli è un comune dell'Azerbaigian situato nel distretto di Cəlilabad.